# Santa Maria Liberatrice a Monte Testaccio

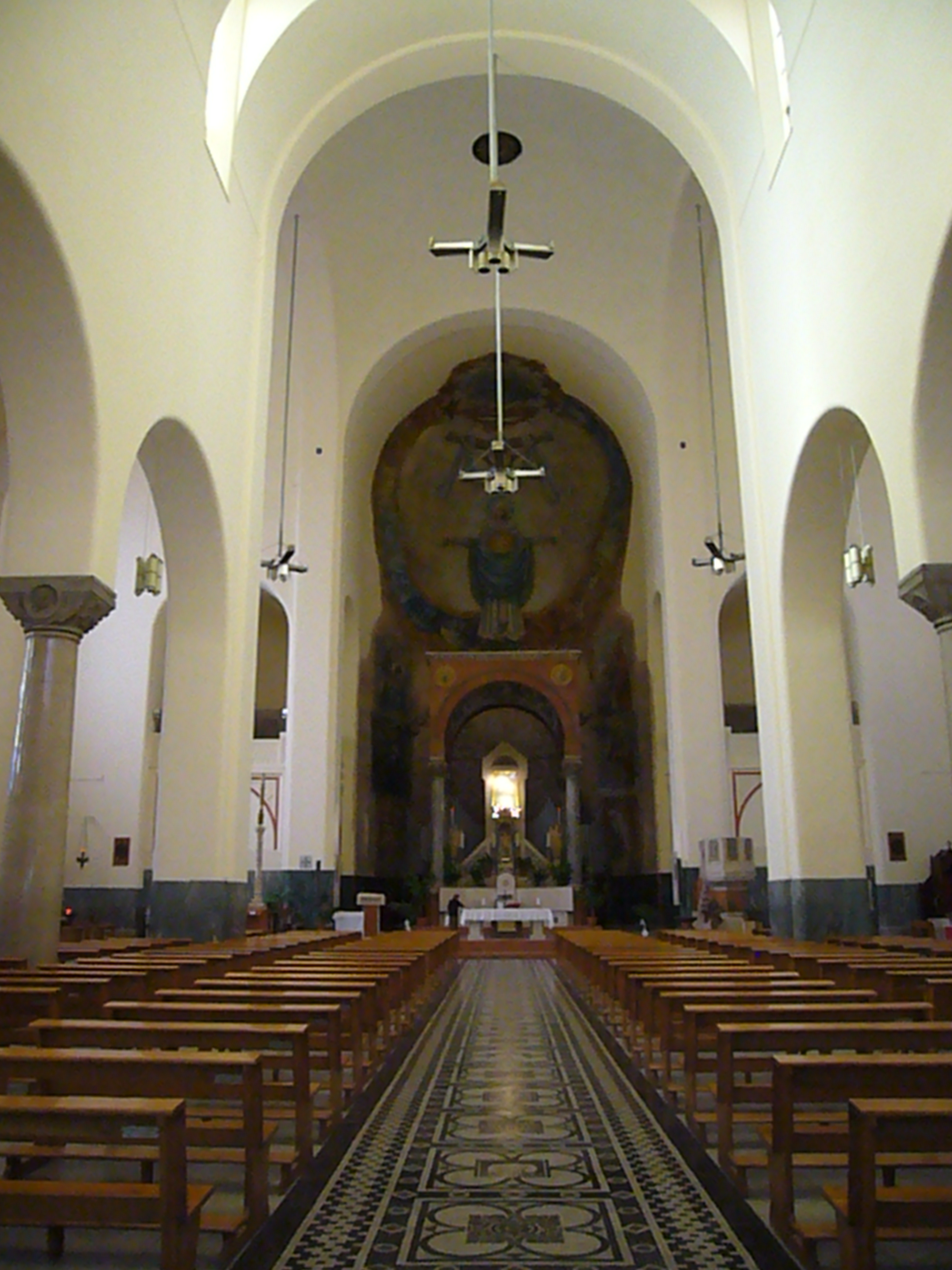
Innenansicht

Santa Maria Liberatrice a Monte Testaccio ist eine römisch-katholische Titeldiakonie und Pfarrkirche in Rom. Seit der Schließung von Santa Maria della Divina Provvidenza a Testaccio 2008 ist sie die einzige Pfarrei des Rione Testaccio.

## Geschichte
Zum Ende des Kirchenstaats 1870 war das Gebiet der Pfarrei noch unbewohnt. 1889 wurde als erste Kirche im Rione Santa Maria della Divina Provvidenza a Testaccio gebaut. Zu Anfang des 20. Jahrhunderts bestand die Bevölkerung ausschließlich aus Arbeitern und Bürgermeister Ernesto Nathan beauftragte Domenico Orano mit der kulturellen und gesellschaftlichen Förderung der Gemeinde. Im Auftrag von Pius X. wurde zwischen 1906 und 1908 vom Architekten Mario Ceradini die Pfarrkirche Santa Maria Liberatrice errichtet. Er übertrug die Seelsorge zunächst den Benediktinern und dann den Salesianern.

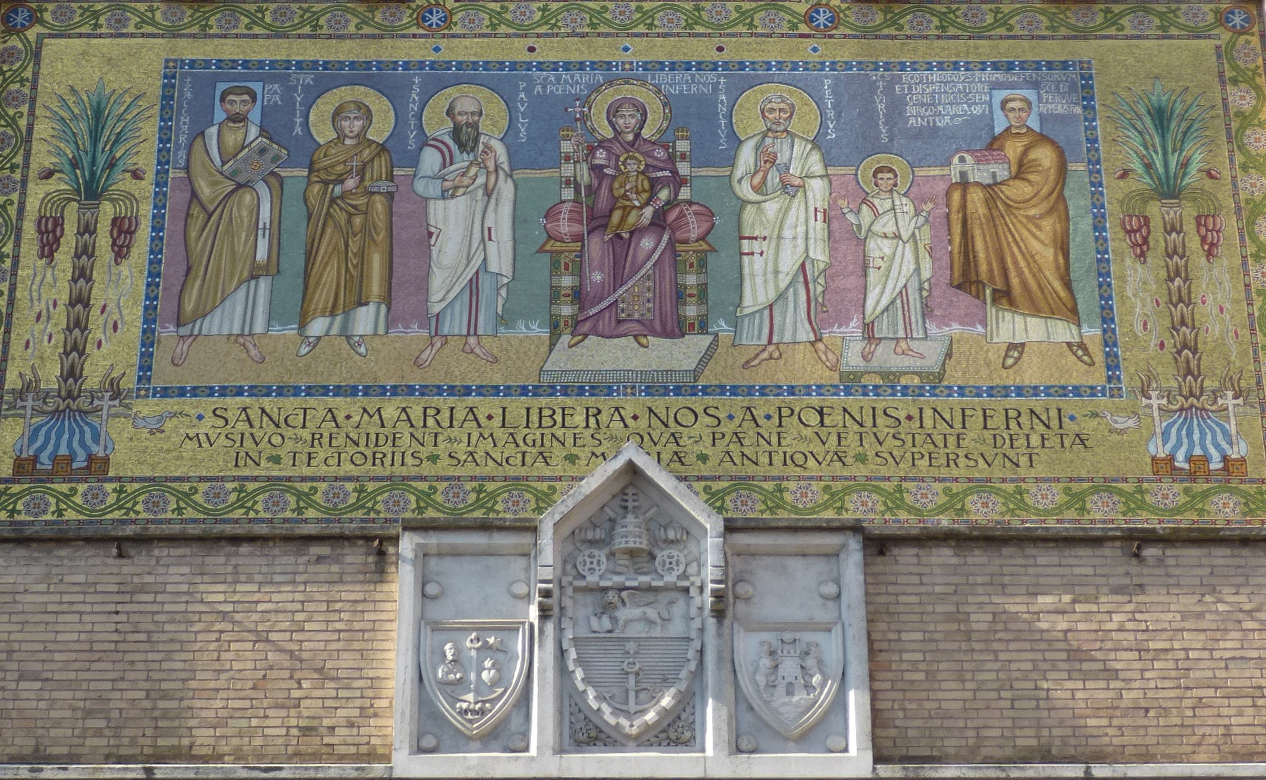
Mosaik und Wappen an der Fassade

Der Papst wählte ein Patrozinium, welches mit der Geschichte Roms verbunden war: Eine gleichnamige Kirche war im 13. Jahrhundert über den Ruinen von Santa Maria Antiqua al Foro errichtet worden. Sie wurde 1617 von Onorio Longhi barockisiert und 1899 im Zuge der Ausgrabungen am Forum Romanum abgerissen. Das antike Fresko Sancta Maria libera nos a poenis inferni („Heilige Maria erlöse uns von den Höllenstrafen“) stammt aus der Apsis der alten Kirche und wurde über dem Hochaltar installiert. Es wurde bis dahin von den Oblaten von Tor de’ Specchi verwahrt, deren Wappen neben dem von Papst Pius X. und dem der Salesianer über der Fassade zu sehen ist.
Am 5. Februar 1965 wurde die Kirche mit der Apostolischen Konstitution Auctis hodie von Papst Paul VI. zur Titeldiakonie erhoben.

## Kardinaldiakone
Folgende Kardinäle waren bisher Titelträger:
- Giuseppe Beltrami, Kardinalpriester pro illa vice, 26. Juni 1967 – 13. Dezember 1973 (verstorben)
- Opilio Rossi, 24. Mai 1976 – 22. Juni 1987 (ernannt zum Kardinalpriester von San Lorenzo in Lucina)
- Antonio María Javierre Ortas, SDB, 28. Juni 1988 – 9. Januar 1999
Kardinalpriester pro illa vice, 9. Januar 1999 – 1. Februar 2007 (verstorben)
- Giovanni Lajolo, seit 24. November 2007

## Orgel

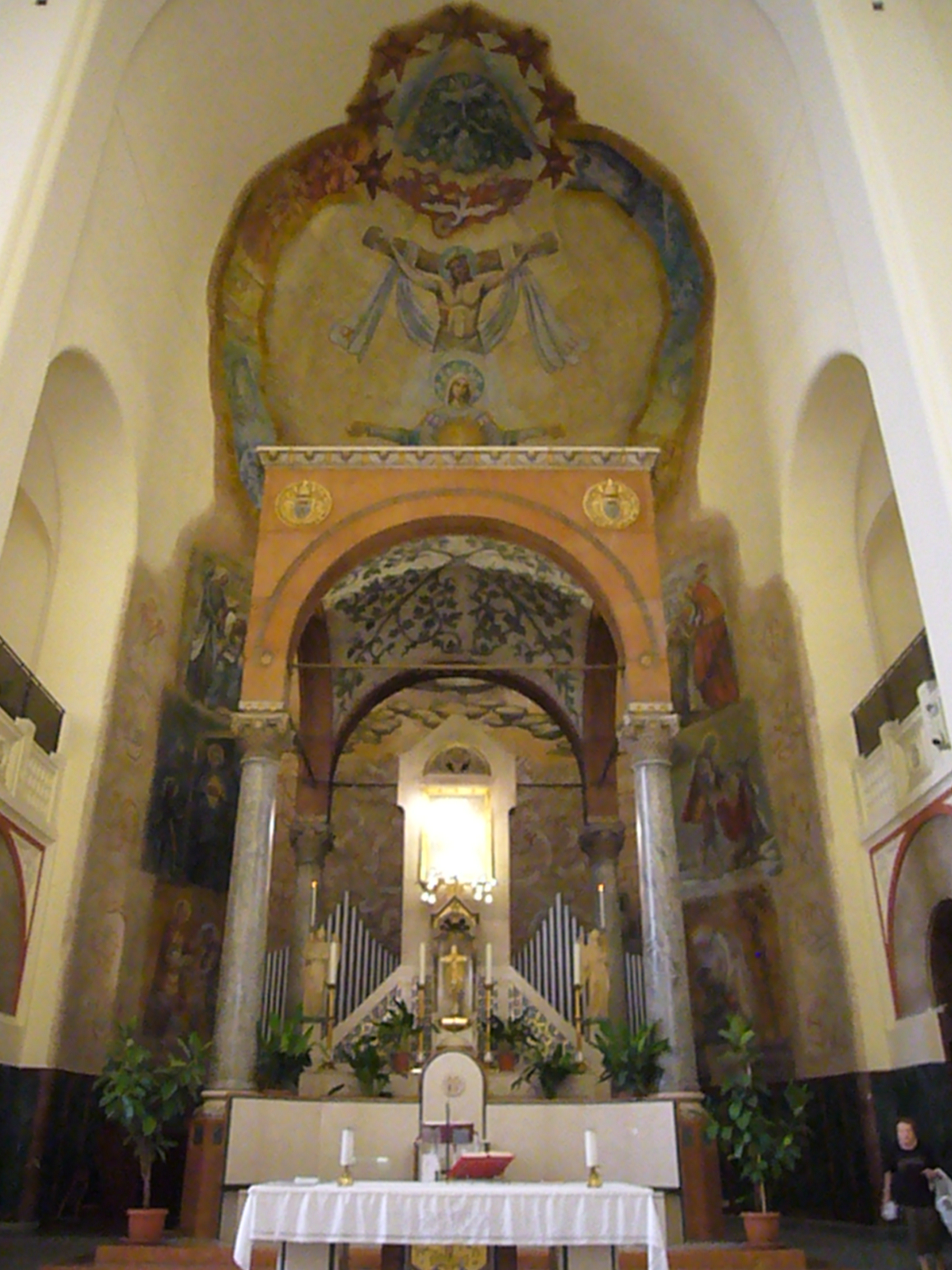
Hochaltar und Orgel

Die Orgel wurde 1950 von der Firma Pinchi gebaut und 1980 restauriert und versetzt. Sie verfügt über zwanzig Register, die auf zwei Manuale und Pedal verteilt sind. Die Transmission ist elektrisch.
| I Grand’ Organo C–c4 |    |
| Principale           | 8′ |
| Flauto               | 8′ |
| Gamba                | 8′ |
| Ottava               | 4′ |
| Flauto               | 4′ |
| XV                   | 2′ |
| Ripieno V            | 2′ |
| Tromba               | 8′ |

| II Espressivo C–c4 |       |
| Principalino       | 8′    |
| Bordone            | 8′    |
| Viola              | 8′    |
| Flauto             | 4′    |
| Nazardo            | 2 ⁄3′ |
| Flautino           | 2′    |
| Oboe combinato     | 8′    |
| Voce celeste       | 8′    |
| Tremolo            |       |

| Pedale C–g1  |     |
| Contrabbasso | 16′ |
| Subbasso     | 16′ |
| Basso        | 8′  |
| Violoncello  | 8′  |